# Chilobrachys liboensis
Chilobrachys liboensis là một loài nhện trong họ Theraphosidae.
Loài này thuộc chi Chilobrachys. Chilobrachys liboensis được miêu tả năm 2008 bởi Zhu & Zhang.